# کنتارو ماتسوموتو
کنتارو ماتسوموتو (ژاپنی: 松本 健太郎؛ زادهٔ ۱۴ مارس ۱۹۹۶) یک بازیکن فوتبال اهل ژاپن است.
از باشگاه‌هایی که در آن بازی کرده‌است می‌توان به باشگاه فوتبال فاگیانو اوکایاما اشاره کرد.